# Carnavalul de la Rio
Carnavalul din Rio de Janeiro este un faimos festival ținut anual înainte de Postul Mare și este considerat cel mai mare carnaval din lume, având zilnic câte două milioane de oameni pe străzi. Primul festival de la Rio datează din 1723.

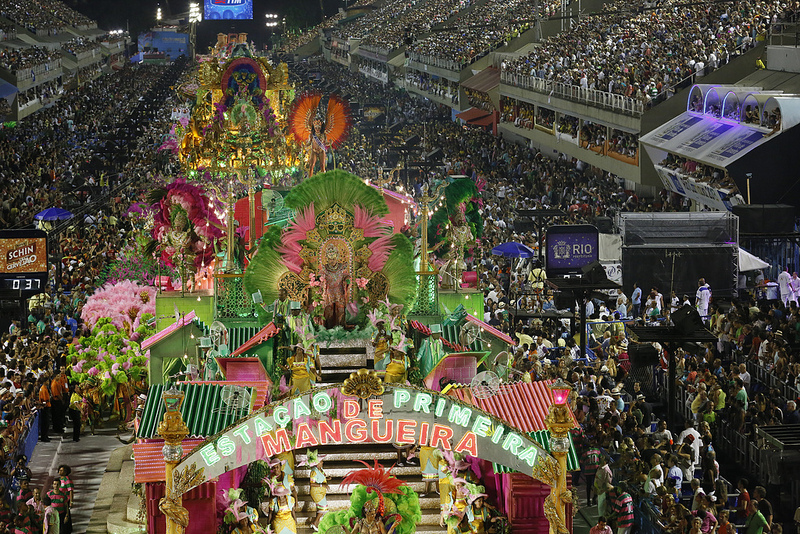
O școală de samba defilând pe sambadrom la carnavalul din 2013

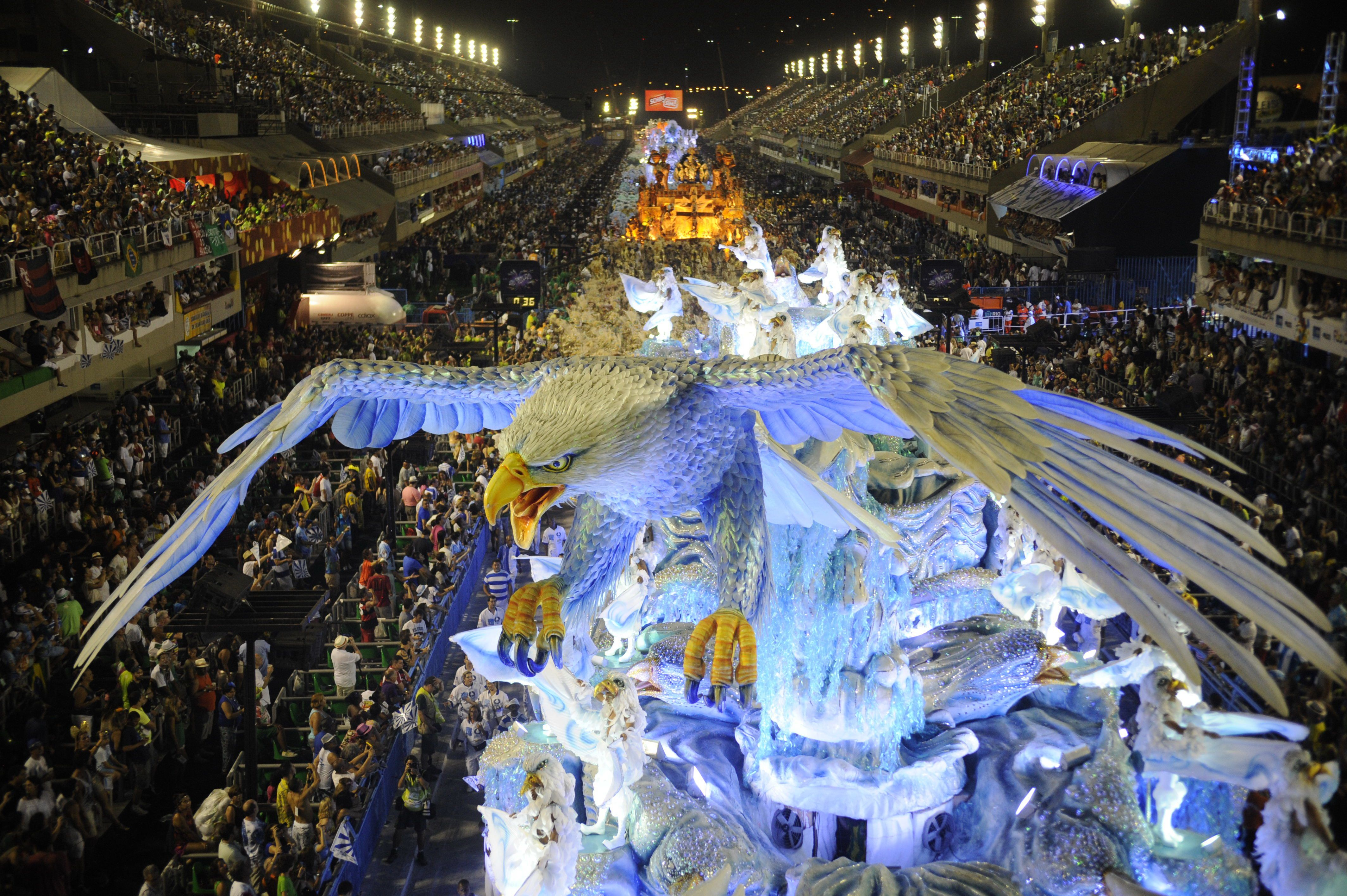
Școala de samba Portela defilând la Carnavalul de la Rio

Tipic, parada Carnavalului de la Rio este plină de petrecăreți, turiști și dansatoare ale școlilor de samba din Rio (peste 200, împărțite în 5 divizii). Liga Superioară, numită "Grupul Special" de școli samba în 2014 include: „GRES Unidos da Tijuca”, „GRES Mocidade Independente de Padre Miguel”, „GRES Imperatriz Leopoldinense”, „GRES Uniao da Ilha do Governador”, „GRES Acadêmicos do Salgueiro”, „GRES Portela”, ale cărui origini se trag de la primul grup samba din Rio, „GRES São Clemente”, tradiționalul „GRES Estação Primeira de Mangueira”, fondat de Cartola, compozitor și cântăreț de samba și celebru fan al clubului Fluminense Football Club, „GRES Acadêmicos do Grande Rio”, situat în orașul Duque de Caxias, „GRES Unidos de Vila Isabel”, „GRES Beija-Flor de Nilópolis”, și „GRES Império da Tijuca”.

## Festivaluri de pe stradă
În timpul carnavalului, festivalurile de stradă sunt foarte populare și foarte populate de localnici.

## Pregătire
Pregătirea pentru carnaval pentru anul următor începe imediat după paradă. În fiecare ligă participă mii de profesioniști. Sponsorii privați adoptă un cost ridicat pentru crearea costumelor pentru fiecare persoană, dar cei care rămân la urmă, refuză de toate pentru a putea să-și permită prezența la carnaval.
Un mic muzeu din "Sambodromul", care este deschis vizitatorilor pe tot parcursul anului, povestește despre tradițiile și detaliile carnavalului.

## Datele Carnavalului
Carnavalul începe vineri și se termină în Miercurea Cenușii. Dar Parada Câștigătorului are loc sâmbăta, după încheierea carnavalului.
De exemplu, în 2021, Carnavalul a avut loc între 12 februarie – 17 februarie 2021.

## Tichete pentru Carnavalul de la Rio
În 1984 guvernul a decis că Carnavalul de la Rio să se desfășoare pe sambadrom. Prețul tichetelor pentru carnaval poate varia între 55 US$ și 3000 US$, în funcție de tipul tichetului, sector și sezon. Cele mai ieftine sectoare sunt 12 și 13.

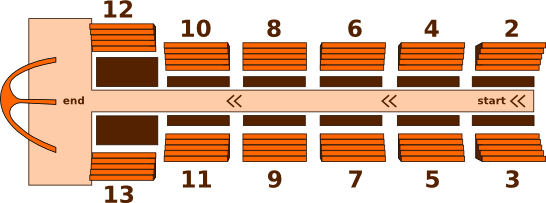
Schema sectoarelor Sambadromului

## Fenomene negative
În timpul carnavalului, datorită afluxului de turiști, există o lipsă acută de locuri în hoteluri și o creștere a prețurilor locuințelor. Mulți Cariocas (portul Cariocas, rezidenți din Rio) părăsesc orașul pe durata carnavalului pentru a se distra cu familiile lor.
Se presupune că rata criminalității crescute în oraș în timpul carnavalului, adesea citată în presă, este oarecum relativă. Apariția pe străzile orașului a milioane de oameni care sărbătoresc și beau în mod inevitabil duce la o creștere a tensiunii, care poate duce la crime.